# Rødehus (Sydslesvig)
 Ikke at forveksle med Rødehus.
Rødehus (dansk) eller Rothenhaus (tysk) er en bebyggelse beliggende midtvejs mellem Ves og Ulstrupmark (Lyksborg) i det nordvestlige Angel i Sydslesvig. Administrativt hører stedet under Ves Kommune i Slesvig-Flensborg kreds i den nordtyske delstat Slesvig-Holsten. I kirkelig henseende hører Rødehus til Munkbrarup Sogn. Sognet lå i Munkbrarup Herred (Flensborg Amt, Slesvig), da området tilhørte Danmark. 
Rødehus er første gang nævnt 1660. Der er tale om et tidligere jægerhus med rød tegltag ved Silkevad, der har givet stedet navn. På angeldansk  / jysk blev det til Røhus. Navnet kan også henføres til det jernholdigt dynd, som findes i mange moser og giver vandet i de gennemløbende bække en rødlig farve (sml. oldn. rauðr). Øst for Rødehus udpringer Svendåen og løber herfra ned til Lyksborg og Flensborg Fjord. Med under Rødehus regnes gårdene Brunlyk (Brunlück), Harbjerg (Hasenberg) og Kobbermark (Kopperfeld). Nordvest for Rødehus strækker sig Tremmerup Skov. Der har tidligere også været et Rødehus på grænsen mellem Rosgaarde og Rylskov.
1837 nævnes tre kådnersted og en kro. I 1871 kom husgruppen under Ves Kommune. I årene 1885 til 1953 var Rødehus stationsby på banestrækningen Flensborg-Kappel. 